# Ética normativa
A ética normativa é o estudo do comportamento ético e é o ramo da ética filosófica que investiga as questões que surgem sobre como se deve agir, no sentido moral.
A ética normativa é distinta da metaética no sentido de que a primeira examina os padrões para o que é certo e errado nas ações, enquanto a última estuda o significado da linguagem moral e a metafísica dos fatos morais. Da mesma forma, a ética normativa é distinta da ética aplicada no sentido de que a primeira está mais preocupada com 'quem deve ser' do que com a ética de uma questão específica (por exemplo, se, ou quando, o aborto é aceitável). A ética normativa também é distinta da ética descritiva, pois esta é uma investigação empírica das crenças morais das pessoas. Nesse contexto, a ética normativa é às vezes chamada de prescritiva, em oposição à ética descritiva. No entanto, em certas versões da visão metaética do realismo moral, os fatos morais são descritivos e prescritivos ao mesmo tempo.
Uma justificativa adequada para um grupo de princípios requer uma explicação desses princípios. Deve ser uma explicação de por que exatamente esses objetivos, proibições e assim por diante, devem receber peso, e não outros. A menos que uma explicação coerente dos princípios (ou demonstre que eles não requerem nenhuma justificativa adicional) possa ser fornecida, eles não podem ser considerados justificados, e pode haver razão para rejeitá-los. Portanto, há um requisito para explicação na teoria moral.
A maioria das teorias morais tradicionais baseia-se em princípios que determinam se uma ação é certa ou errada. Teorias clássicas nessa linha incluem utilitarismo, kantismo e algumas formas de contratualismo. Essas teorias ofereciam principalmente o uso de princípios morais abrangentes para resolver decisões morais difíceis.

## Teorias da ética normativa
Existem divergências sobre o que exatamente dá a uma ação, regra ou disposição sua força ética. Existem três visões concorrentes sobre como as questões morais devem ser respondidas, junto com posições híbridas que combinam alguns elementos de cada uma: ética da virtude, ética deontológica; e consequencialismo. O primeiro enfoca o caráter de quem está atuando. Em contraste, tanto a ética deontológica quanto o consequencialismo enfocam o status da ação, regra ou disposição em si e vêm em várias formas.

### Ética da virtude
A ética da virtude, defendida por Aristóteles com alguns aspectos sendo apoiados por Santo Tomás de Aquino, centra-se no caráter inerente de uma pessoa ao invés de ações específicas. Houve um renascimento significativo da ética da virtude no último meio século, por meio do trabalho de filósofos como G. E. M. Anscombe, Philippa Foot, Alasdair Macintyre, Mortimer J. Adler, Jacques Maritain, Yves Simon e Rosalind Hursthouse.

### Ética deontológica
A deontologia argumenta que as decisões devem ser tomadas considerando os fatores de deveres e direitos de alguém. Algumas teorias deontológicas incluem:
- O imperativo categórico de Immanuel Kant, que enraíza a moralidade na capacidade racional da humanidade e afirma certas leis morais invioláveis.
- O contratualismo de John Rawls, que sustenta que os atos morais são aqueles com os quais todos concordaríamos se fôssemos imparciais, por trás de um "véu de ignorância".
- Teorias dos direitos naturais, como a de John Locke ou Robert Nozick, que afirmam que os seres humanos têm direitos naturais absolutos.

### Consequencialismo
O consequencialismo argumenta que a moralidade de uma ação depende do resultado ou resultado da ação. As teorias consequencialistas, variando no que consideram ser valioso (ou seja, axiologia), incluem:
- O utilitarismo afirma que uma ação é certa se levar à maior felicidade para o maior número de pessoas. Antes da criação do termo "consequencialismo" por G. E. M. Anscombe em 1958 e da adoção desse termo na literatura que se seguiu, utilitarismo era o termo genérico para consequencialismo, referindo-se a todas as teorias que promoviam a maximização de qualquer forma de utilidade, não apenas aquelas que promoveu a maximização da felicidade.
- O consequencialismo estatal, ou consequencialismo moísta, sustenta que uma ação é certa se leva ao bem-estar do Estado, por meio da ordem, da riqueza material e do crescimento populacional.
- O egoísmo, a crença de que a pessoa moral é aquela que se interessa por si mesma, afirma que uma ação é certa se maximizar o bem para si mesma.
- A ética situacional enfatiza o contexto particular de um ato ao avaliá-lo eticamente. Especificamente, as formas cristãs de ética situacional afirmam que a ação correta é aquela que cria o resultado mais amoroso e que o amor deve sempre ser o objetivo das pessoas.
- O intelectualismo dita que a melhor ação é aquela que melhor fomenta e promove o conhecimento.
- Assistencialismo, que argumenta que a melhor ação é aquela que mais aumenta o bem-estar ou bem-estar econômico.
- Utilitarismo de preferência, que sustenta que a melhor ação é aquela que leva à satisfação de preferência mais geral.

### Outras teorias
- A ética do cuidado, ou ética relacional, fundada por teóricas feministas, notadamente Carol Gilligan, argumenta que a moralidade surge das experiências de empatia e compaixão. Ele enfatiza a importância da interdependência e dos relacionamentos para alcançar objetivos éticos.
- É difícil classificar a ética pragmática totalmente em qualquer uma das quatro concepções anteriores. Essa visão argumenta que a correção moral evolui de maneira semelhante a outros tipos de conhecimento - socialmente ao longo de muitas vidas - e que as normas, princípios e critérios morais provavelmente serão melhorados como resultado da investigação. Charles Sanders Peirce, William James e John Dewey são conhecidos como os fundadores do pragmatismo; um defensor mais recente da ética pragmática foi James D. Wallace.
- A ética dos papéis é baseada no conceito de papéis familiares.

## Moralidade como força obrigatória
Pode não estar claro o que significa dizer que uma pessoa "deve fazer X porque é moral, gostem ou não". Às vezes, presume-se que a moralidade tenha algum tipo de força vinculante especial sobre o comportamento, embora alguns filósofos acreditem que, usada dessa forma, a palavra "deveria" parece atribuir erroneamente poderes mágicos à moralidade. Por exemplo, G. E. M. Anscombe se preocupa com o fato de que "deveria" se tornou "uma palavra de mera força mesmérica".
Se for um homem amoral, pode negar que tenha qualquer razão para perturbar sua cabeça com essa ou qualquer outra exigência moral. É claro que ele pode estar enganado, e sua vida, assim como a de outras pessoas, pode ser tristemente prejudicada por seu egoísmo. Mas isso não é o que é sugerido por aqueles que pensam que podem encerrar o assunto por um uso enfático de "deveria". Meu argumento é que eles estão confiando em uma ilusão, como se estivessem tentando dar ao "dever" moral uma força mágica.— Philippa Foot
A eticista britânica Philippa Foot elabora que a moralidade não parece ter nenhuma força vinculativa especial, e ela esclarece que as pessoas só se comportam moralmente quando motivadas por outros fatores. Foot diz: "As pessoas falam, por exemplo, sobre a 'força vinculante' da moralidade, mas não está claro o que isso significa, senão que nos sentimos incapazes de escapar." A ideia é que, diante de uma oportunidade de roubar um livro porque podemos escapar impunes, a obrigação moral em si não tem o poder de nos impedir, a menos que sintamos uma obrigação. A moralidade pode, portanto, não ter força obrigatória além das motivações humanas regulares, e as pessoas devem ser motivadas a se comportar moralmente. Surge então a questão: que papel a razão desempenha na motivação do comportamento moral?

### Moralidade motivadora
A perspectiva imperativa categórica sugere que a razão adequada sempre leva a um comportamento moral particular. Como mencionado acima, Foot acredita que os humanos são realmente motivados por desejos. A razão adequada, segundo esse ponto de vista, permite que os humanos descubram ações que lhes dão o que desejam (ou seja, imperativos hipotéticos) - não necessariamente ações morais.
A estrutura social e a motivação podem tornar a moralidade obrigatória em certo sentido, mas apenas porque faz com que as normas morais pareçam inevitáveis, de acordo com Foot.

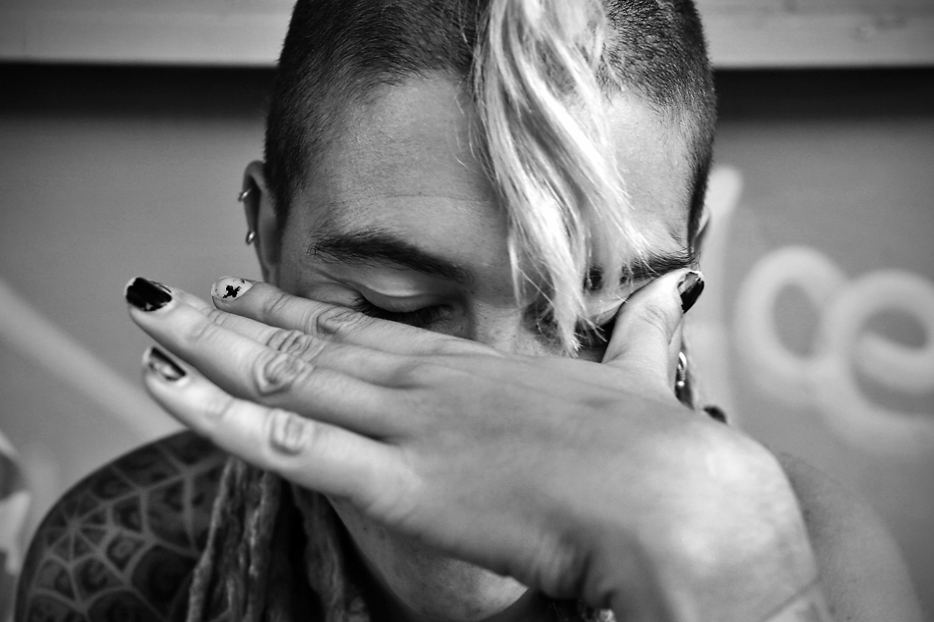
Sentimentos como vergonha e amor às vezes são considerados o único sentido significativo em que a moralidade é vinculativa. Sem esses sentimentos, uma pessoa pode se comportar "imoralmente" sem remorso

John Stuart Mill acrescenta que as pressões externas, para agradar aos outros, por exemplo, também influenciam essa força vinculativa sentida, que ele chama de "consciência" humana. Mill diz que os humanos devem primeiro raciocinar sobre o que é moral, depois tentar alinhar os sentimentos de nossa consciência com a nossa razão. Ao mesmo tempo, Mill diz que um bom sistema moral (no caso dele, o utilitarismo), em última análise, apela a aspectos da natureza humana - que devem ser nutridos durante a educação. Mill explica:
Esta base sólida é a dos sentimentos sociais da humanidade; o desejo de estar em unidade com nossos semelhantes, que já é um princípio poderoso na natureza humana, e felizmente um daqueles que tendem a se tornar mais fortes, mesmo sem inculcação expressa, das influências do avanço da civilização.
Mill acredita, portanto, que é importante reconhecer que são os sentimentos que impulsionam o comportamento moral, mas também que eles podem não estar presentes em algumas pessoas (por exemplo, psicopatas). Mill prossegue descrevendo fatores que ajudam a garantir que as pessoas desenvolvam uma consciência e se comportem moralmente.
Textos populares como The Science of Morality: The Individual, Community and Future Generations (1998), de Joseph Daleiden, descrevem como as sociedades podem usar a ciência para descobrir como tornar as pessoas mais propensas a serem boas.